# Sân bay quốc tế Sharjah
Sân bay quốc tế Sharjah (tiếng Ả Rập: مطار الشارقة الدولي) (IATA: SHJ, ICAO: OMSJ) là một sân bay ở Sharjah, Các Tiểu vương quốc Ả Rập Thống nhất.
Đây là một sân bay vận tải hàng hóa quan trọng, là trung tâm hoạt động của hãng hàng không giá rẻ Air Arabia.

## Số liệu thống kê
Dưới đây là thống kê số lượt khách và lượt chuyến sử dụng sân bay này.
| Năm  | Tổng lượt khách | Tổng lượt chuyến |
| ---- | --------------- | ---------------- |
| 1999 | 1.001.852       | 27.577           |
| 2000 | 948.207         | 25.997           |
| 2001 | 861.478         | 24.431           |
| 2002 | 1.028.624       | 24.803           |
| 2003 | 1.247.458       | 28.017           |
| 2004 | 1.661.941       | 32.334           |
| 2005 | 2.237.646       | 38.699           |
| 2006 | 3.064.396       | 44.182           |

## Các hãng hàng không và các tuyến điểm
- African Express Airways (Nairobi)
- Air Arabia (Ahmedabad, Aleppo, Alexandria, Almaty, Amman, Asyut, Astana, Bahrain, Bangaluru, Beirut, Chennai, Chittagong, Coimbatore, Colombo, Damascus, Dammam, Delhi, Dhaka, Doha, Istanbul-Sabiha Gökçen, Jaipur, Jeddah, Kabul, Karachi, Kathmandu, Khartoum, Kochi, Kozhikode, Kuwait, Kiev-Boryspil [Starts Summer 2008], Latakia, Luxor, Mumbai, Muscat, Nagpur, Peshawar, Riyadh, Sanaa, Sharm-el-Sheikh, Tehran-Imam Khomeini, Thiruvananthapuram, Yerevan)
- Air India
  - Air India Express (Kozhikode, Kochi, Thiruvananthapuram)
  - Indian Airlines (Ahmedabad, Bangaluru, Chennai, Delhi, Hyderabad, Kochi, Lucknow, Mumbai)
- Air Italy (Male, Verona)
- Airlines 400 (Adler-Sochi, Kabul)
- Airwest (Kabul, Khartoum)
- Anikay Air (Bishkek)
- Aria Tour (Bandar Abbas)
- AVE.com (Chelyabinsk, Samara)
- Belair (Basel/Mulhouse, Goa-Dabolim)
- British Gulf International Airlines (Baghdad, Kandahar)
- China Southern Airlines (Jeddah, Urumqi)
- Click Airways (Baghdad)
- Dagestan Airlines (Makhachkala)
- Djibouti Airlines (Djibouti)
- Egyptair (Cairo)
- Elbrus Avia (Nalchik)
- Imtrec Aviation (Kabul)
- Jubba Airways (Mogadishu)
- Kam Air (Kabul)
- Kish Air (Bandar Abbas, Kish Island)
- Kuban Airlines (Krasnodar)
- Luxor Air (Alexandria, Borg el Arab)
- Mak Air (Karaganda)
- MyTravel Airways (Copenhagen, Oslo, Stockholm-Arlanda, Gothenburg, Malmö, Phuket, Goa-Dabolim, Krabi only charter. Will end 2008)
- Orbit Aviation (Gwadar, Turbat)
- Pakistan International Airlines (Turbat)
- Royal Brunei Airlines (Bandar Seri Begawan, Jeddah)
- Saudi Arabian Airlines (Jeddah, Medina, Muscat)
- Sudan Airways (Khartoum)
- Sudanese State Aviation (Khartoum)
- Syrian Arab Airlines (Damascus, Delhi)
- Tajik Air (Dushanbe)
- Tenir Airlines (Baghdad)
- Tiramavia (Kabul)
- Transaero (Moscow-Domodedovo)
- Uzbekistan Airways (Tashkent)

### Các hãng vận tải hàng hóa
- Azza Transport
- Cathay Pacific Cargo
- Cargoitalia
- Cargolux
- Egyptair Cargo
- Kalitta Air (Amsterdam)
- Lufthansa Cargo
- Martinair Cargo Cargo Hub (Amsterdam, Hong Kong, Nam Kinh, Sydney)
- Singapore Airlines Cargo

## Sự cố
Ngày 10 tháng 2 năm 2004, một chiếc Fokker F50 của Kish Air rơi khi hạ cánh, tan nạn làm 43 trong tổng số 46 người trên máy bay thiệt mạng, trong đó có 6 phi hành đoàn và 40 hành khách..